# Nipponaphis litseae
Nipponaphis litseae är en insektsart. Nipponaphis litseae ingår i släktet Nipponaphis och familjen långrörsbladlöss. Inga underarter finns listade i Catalogue of Life.